# 사이토 마코토
사이토 마코토(일본어: 齋藤 實, 1858년 12월 2일~1936년 2월 26일)는 일본 제국 해군의 군인이자 관료, 정치인이다. 작위는 백작
해군병학교를 졸업한 후 미국에서 유학한 자수성가형 인물로, 해군 대장과 해군 대신을 지냈다. 1919년부터 1927년까지 제3대, 1929년부터 1931년까지 제5대 조선총독부 총독으로 근무했다.
1919년 9월 조선 총독으로 부임하러 조선의 남대문역에서 내리다가 강우규 등의 폭탄 습격을 받았으나 구사일생으로 죽음을 면하였다. 3·1운동 이후 이오키 료조 등과 협조해 식민지배를 강화할 목적으로, 조선 총독으로서 종전의 '무단정치'에서 '문화정치'로 통치 방법을 전환시켜 식민지 반발을 무마하려 노력했다.
1925년에 자작이 되고, 1932년부터 1934년까지 내각총리대신, 1932년부터 1933년까지 겸임 외무대신을 지냈다. 1933년 겸임 문부대신을 지내다가 1934년 사퇴하였다. 이후 내대신으로 재직 중 1936년 2월 26일에 발발한 2·26 사건에 가담한 청년 장교들에 의해 암살되었다.

## 생애와 경력

### 수학과 해군 복무
이와테현(岩手縣, 현 오쓰시 마즈사와에서 몰락한 사족 집안에서 태어났다. 처음 이름은 도미고로(富五郎)였다가 나중에 마코토(實)로 개명하였다. 열심히 공부하여 해군병학교를 졸업, 이후 1884년 미국으로 유학하였으며 유학 중 겸임 주미일본공사관 주재무관의 자격이 부여되어 1888년까지 그곳의 일본 최초의 주재무관으로 머물렀다. 이때 국제적인 안목을 기르고 유창한 영어를 습득했다.
후에 일본으로 돌아와 아키즈노즈(秋津洲)호와 구마(嚴島)호의 함장을 지냈다. 이후 자수성가하여 야전과 참모, 궁정직을 돌아가면서 섭렵했고 1897년에는 한 달 만에 2계급을 뛰어넘는 고속승진을 하여 대좌에 올랐다. 1900년 5월 해군 소장이 되고 1904년 6월 해군 중장으로 승진했으며 러일 전쟁에 참전하였다.

### 장군 진급과 각료 취임
1905년 1월에는 선박 건조를 담당하는 부서인 해군 감정본부장(艦政本部長)이 되고 러일 전쟁 때는 해군차관에 임명되었다. 이후 7년간 해군차관으로 복무하며 중장까지 승진, 대해군 건설에 힘쏟아 러일 전쟁에서 일본 해군이 러시아 해군을 격파하는 데 큰 공을 세웠다. 해군 대장에 이르렀다.
1907년 남작 작위를 받았다.

### 관료 생활
1906년 사이온지 내각에서 해군대신이 되었고, 이후의 내각에서도 다섯 차례 연속으로 해군대신을 지냈다. 1912년에는 대장에 올랐으나, 1914년 해군의 독직(瀆職) 사건(지멘스 사건)으로 사임하였다.
1919년 3·1 운동 직후 조선 총독으로 임명되었다. 1919년 9월 2일 조선 총독으로 부임하러 남대문역에서 내리다가 강우규의 폭탄 습격을 받았으나 살아남았다. 부임 후 조선 총독으로서 강압적 식민통치를 완화하여 조선인의 저항을 무력화하려는 문화 통치 정책을 추진하였다. 3·1운동 이후의 후폭풍을 우려하여 종전의 '무단정치'에서 '문화정치'로 통치방법을 전환시켜 식민지 반발을 무마하려 노력했다.
1925년에 자작이 되고, 1927년 제네바 군축협상에 전권대표로 참석하기 위해 조선총독직에서 물러났다. 1929년에 조선총독에 재임명되었고, 1931년 조선총독직을 다시 사임하였고, 이듬해 총리가 되었다.

### 총리 사퇴와 최후

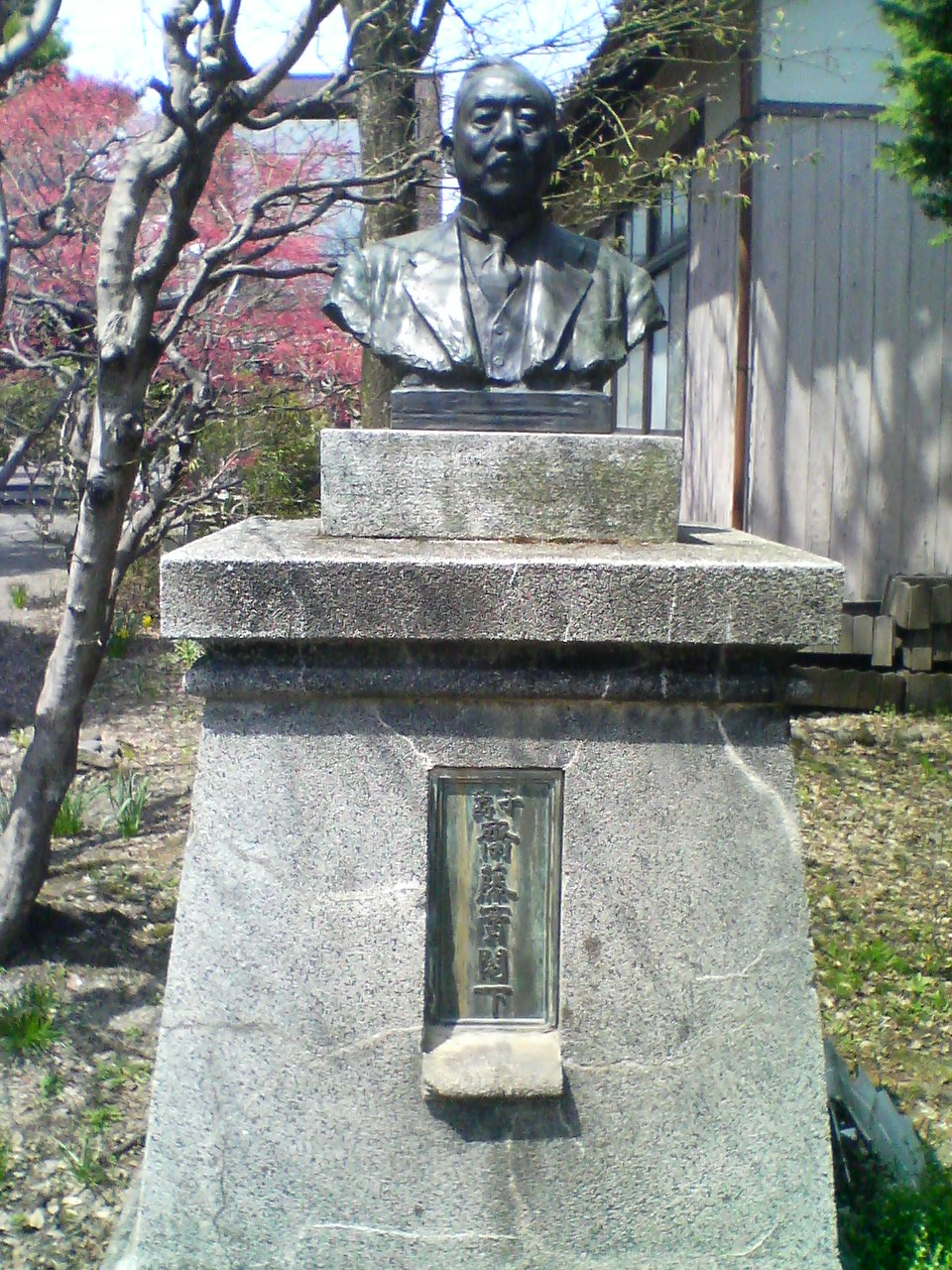
사이토 마코토의 동상

1932년 거국일치 내각을 조직하여 수상에 취임하였다. 만주국 승인·국제연맹 탈퇴·농촌 구제사업을 추진하여 민심과 내분을 수습하려 했으나 실패했다. 1932년 외무대신을 겸하였고, 1933년 외무대신직에서 물러났으나 겸임 학무대신이 되었다. 1934년 내각의 비리로 총리직을 사임했고 이후 일본 천황의 보좌관격인 내대신(內大臣)이 되었다.
만주사변 이후 국가의 총체적 군국화를 주장하며 발호하는 혁신 우익(황도파)에 맞서 현상 유지를 노력했기 때문에 황도파의 젊은 장교들의 주적이 되었다. 1936년 친영파(親英派)와 친미파(親美派) 정치인의 한 사람으로 지목되어 그해 2월 2·26 사건 당시 반란을 일으킨 황도파 청년장교들에게 도쿄 자택에서 78세의 나이로 살해당했다.

## 출연 작품
- 《야인시대》 (SBS 드라마, 2002년) - 전무송

## 같이 보기
- 사이토 내각
- 강우규
- 사이토 총독 저격 사건
- 다나카 코타로(해군)
- 일본 제국 해군
- 시마다 모토타로
- 조선 총독
- 일본 수상
- 2·26 사건
- 다카하시 고레키요

## 참고 서적
- 한국사사전편찬회, 《한국근현대사사전》 (한국사사전편찬회 엮음, 가람기획, 2005)
- 이홍직, 《새국사사전》 (교학사, 1983)